# Лопатін Євген Іванович
Лопатін Євген Іванович (26 грудня 1917 — 21 липня 2011) — російський важкоатлет.
Срібний призер Олімпійських Ігор 1952 року в легкій вазі.
Срібний призер Чемпіонату світу 1950 року в напівлегкій вазі.
Чемпіон Європи 1950 (напівлегка вага), 1952 (легка вага) років, срібний призер 1947 року в напівлегкій вазі.